# Pringy (Sena i Marne)
Pringy és un municipi francès, situat al departament de Sena i Marne i a la regió de Illa de França. L'any 2007 tenia 2.554 habitants.
Forma part del cantó de Saint-Fargeau-Ponthierry, del districte de Melun i de la Comunitat d'aglomeració Melun Val de Seine.

## Demografia

### Població
El 2007 la població de fet de Pringy era de 2.554 persones. Hi havia 976 famílies, de les quals 215 eren unipersonals (95 homes vivint sols i 120 dones vivint soles), 289 parelles sense fills, 391 parelles amb fills i 81 famílies monoparentals amb fills.
La població ha evolucionat segons el següent gràfic:
Habitants censats

### Habitatges
El 2007 hi havia 1.061 habitatges, 989 eren l'habitatge principal de la família, 18 eren segones residències i 54 estaven desocupats. 806 eren cases i 252 eren apartaments. Dels 989 habitatges principals, 799 estaven ocupats pels seus propietaris, 173 estaven llogats i ocupats pels llogaters i 17 estaven cedits a títol gratuït; 28 tenien una cambra, 90 en tenien dues, 146 en tenien tres, 216 en tenien quatre i 509 en tenien cinc o més. 825 habitatges disposaven pel capbaix d'una plaça de pàrquing. A 393 habitatges hi havia un automòbil i a 532 n'hi havia dos o més.

### Piràmide de població
La piràmide de població per edats i sexe el 2009 era:
| Homes | Edats   | Dones |
| ----- | ------- | ----- |
| 0     | 95 o +  | 0     |
| 4     | 90 a 94 | 8     |
| 0     | 85 a 89 | 12    |
| 4     | 80 a 84 | 8     |
| 24    | 75 a 79 | 32    |
| 24    | 70 a 74 | 36    |
| 60    | 65 a 69 | 48    |
| 76    | 60 a 64 | 56    |
| 92    | 55 a 59 | 72    |
| 104   | 50 a 54 | 148   |
| 104   | 45 a 49 | 112   |
| 80    | 40 a 44 | 96    |
| 112   | 35 a 39 | 68    |
| 80    | 30 a 34 | 52    |
| 72    | 25 a 29 | 64    |
| 96    | 20 a 24 | 48    |
| 72    | 15 a 19 | 60    |
| 96    | 10 a 14 | 60    |
| 72    | 5 a 9   | 84    |
| 52    | 0 a 4   | 32    |

## Economia
El 2007 la població en edat de treballar era de 1.755 persones, 1.308 eren actives i 447 eren inactives. De les 1.308 persones actives 1.226 estaven ocupades (666 homes i 560 dones) i 81 estaven aturades (38 homes i 43 dones). De les 447 persones inactives 169 estaven jubilades, 165 estaven estudiant i 113 estaven classificades com a «altres inactius».

### Ingressos
El 2009 a Pringy hi havia 986 unitats fiscals que integraven 2.587 persones, la mediana anual d'ingressos fiscals per persona era de 23.755 €.

### Activitats econòmiques
Dels 150 establiments que hi havia el 2007, 1 era d'una empresa alimentària, 2 d'empreses de fabricació de material elèctric, 1 d'una empresa de fabricació d'elements pel transport, 11 d'empreses de fabricació d'altres productes industrials, 26 d'empreses de construcció, 54 d'empreses de comerç i reparació d'automòbils, 6 d'empreses de transport, 5 d'empreses d'hostatgeria i restauració, 3 d'empreses d'informació i comunicació, 3 d'empreses financeres, 7 d'empreses immobiliàries, 16 d'empreses de serveis, 7 d'entitats de l'administració pública i 8 d'empreses classificades com a «altres activitats de serveis».
Dels 46 establiments de servei als particulars que hi havia el 2009, 7 eren tallers de reparació d'automòbils i de material agrícola, 1 taller d'inspecció tècnica de vehicles, 8 paletes, 6 fusteries, 5 lampisteries, 4 electricistes, 1 empresa de construcció, 3 perruqueries, 5 restaurants, 5 agències immobiliàries i 1 saló de bellesa.
Dels 16 establiments comercials que hi havia el 2009, 1 era un hipermercat, 1 un supermercat, 1 una botiga de més de 120 m², 2 fleques, 2 carnisseries, 1 una peixateria, 1 una llibreria, 2 botigues d'equipament de la llar, 4 botigues de mobles i 1 una botiga de material esportiu.
L'any 2000 a Pringy hi havia 3 explotacions agrícoles que ocupaven un total de 273 hectàrees.

## Equipaments sanitaris i escolars
L'únic equipament sanitari que hi havia el 2009 era una farmàcia.
El 2009 hi havia 1 escola maternal i 1 escola elemental.

## Poblacions més properes
El següent diagrama mostra les poblacions més properes.